# Kalitengkek
Kalitengkek is een bestuurslaag in het regentschap Purworejo van de provincie Midden-Java, Indonesië. Kalitengkek telt 1179 inwoners (volkstelling 2010).